# Chic Young
Murat Bernard Young, detto Chic (Chicago, 9 gennaio 1901 – Chicago, 14 marzo 1973), è stato un fumettista statunitense, maggiormente noto per la striscia Blondie e Dagoberto.

## Biografia
Fratello minore di Lyman Young, creatore della serie Cino e Franco, terminato il liceo frequentò vari corsi d'arte a New York, Cleveland e nella sua città natale.
Creò la sua prima striscia The Affairs of Jane nel 1920, seguita da  Beautiful Bab (1922) e Dumb Dora (1924), per la quale adottò il nome "Chic". Nel 1930 diede vita alla sua opera più nota, la striscia Blondie e Dagoberto (in originale Blondie), che in breve tempo si rivelò una delle strisce di maggior successo e maggiormente conosciute al mondo, nonché una delle più imitate. Altre strisce da lui create furono The Family Foursome e Colonel Potterby and the Duchess. Continuò a lavorare a Blondie e Dagoberto fino alla morte per embolia polmonare nel 1973, in seguito alla quale la sua striscia fu ereditata dal figlio Dean.